# Strmec (Zagreb)
Strmec is een plaats in de gemeente Zagreb in de Kroatische provincie Stad Zagreb. De plaats telt 613 inwoners (2001).